# TOZ-17

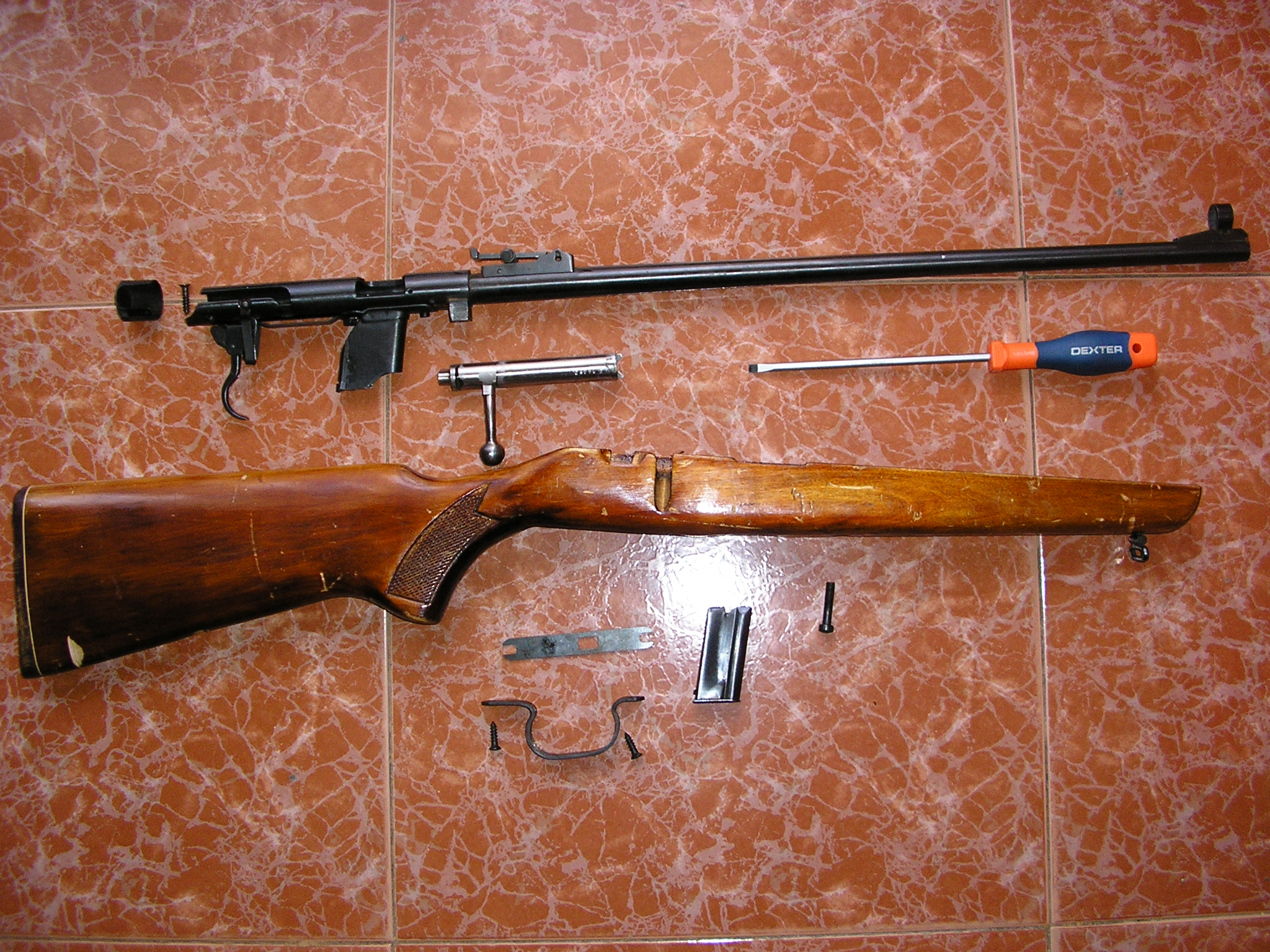

TOZ-17（ロシア語: ТОЗ-17）は、ソビエト連邦のトゥーラ武器工場(TOZ)が開発したボルトアクション式小銃である。小口径の.22LR弾を使用し、スポーツおよび狩猟などに用いる民生用小銃として販売された。

## 設計
TOZ-17はソビエト連邦の小火器設計の流れをくみ、簡素ながらも頑丈かつ信頼性の高い小銃である。銃身はやや短いカービン長で、標準的に5発着脱式箱型弾倉が付属するほか、互換性のあるコピー品も製造されている。
スタンダードモデルはボルトの後方に安全装置がある。機関部にはスコープ類を取り付ける為のマウントが設けられているが、スコープを取り付ける場合はリアサイトが映り込まないように高さのあるリングが必要となる。
後継製品として半自動射撃とボルトアクションのどちらでも射撃が行えるTOZ-78が開発されている。

## 派生型
- TOZ-17（ТОЗ-17） - 基本モデル。
- TOZ-17-01 （ТОЗ-17-01） - 1978年に発表された改良型モデル。